# Arthur de Saint-Genys
Marie Camille Arthur de Saint-Genys (Angers, 17 janvier 1829 - La Chapelle-sur-Oudon, 7 octobre 1887) est un artiste peintre français.

## Biographie
Élève de Théodore Caruelle d'Aligny, de François Victor Eloi Biennourry et d’Arsène Avril de Pignerolles, peintre de genre et paysagiste, il débute au Salon de 1857.

## Œuvres
- La Cascade.
- La Mare aux canards (Voir).
- Solitude, souvenir du Forez, Musée des beaux-arts d'Angers.
- Religieux à genoux, Musée des beaux-arts d'Angers (Voir).
- Rochers et plage du Castelli (Loire-Inférieure).